# 아사히 맥주

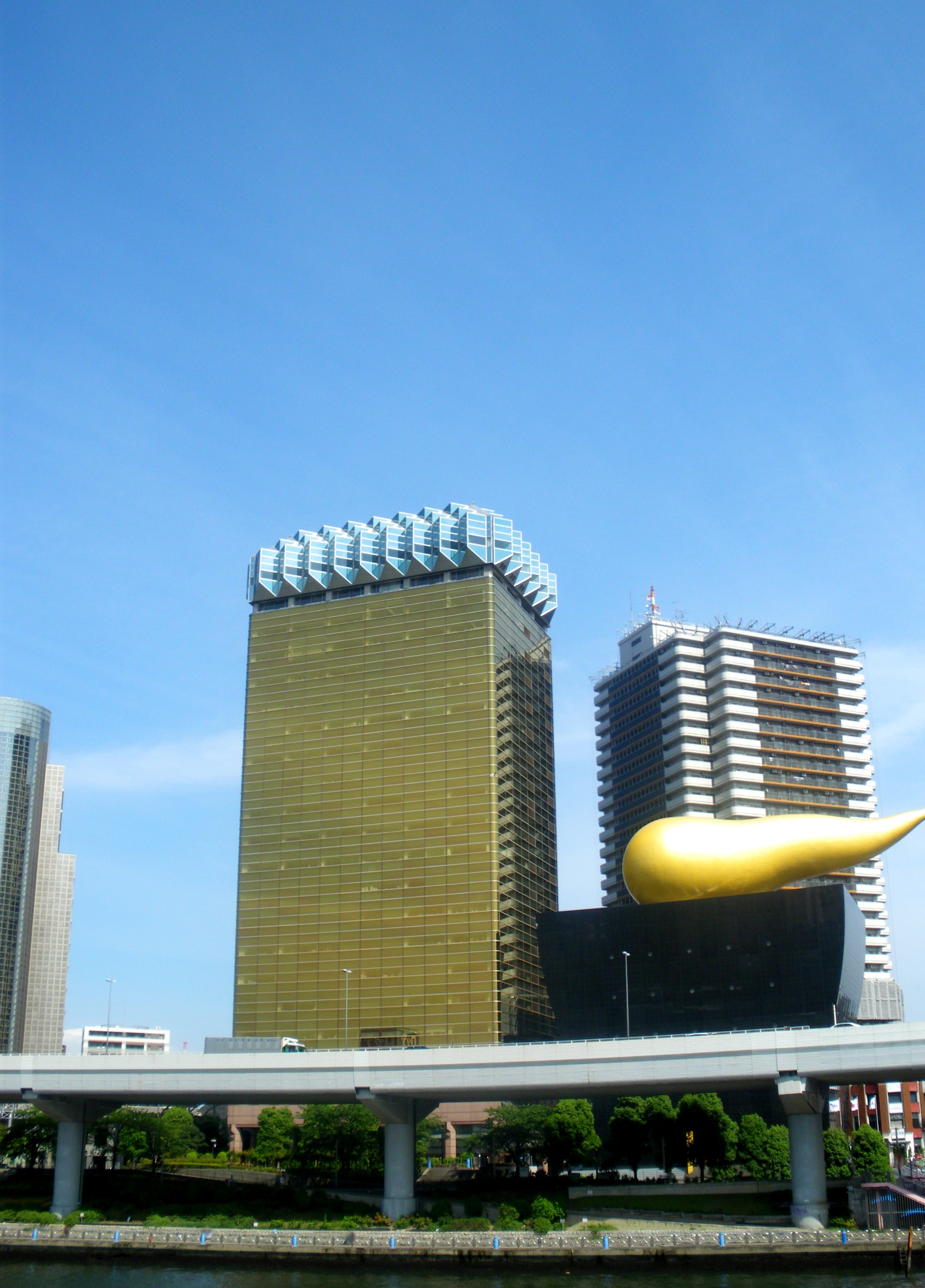
아사히 맥주의 본사. 도쿄 아즈마교 곁의 스미다강 가에 있다.

아사히 맥주 주식회사(일본어: アサヒビール株式会社, 영어: Asahi Breweries, Ltd.) 일본 굴지의 맥주 제조 회사이다. 자회사로서 아사히 음료 주식회사를 보유하고 있으며, 이 자회사를 통해 소프트 드링크도 제조 판매하고 있다. 아사히 맥주 주식회사의 본사는 도쿄에 위치한다.
1987년 아사히 수퍼 드라이를 발매함으로써 일본 열도에 페일 라거(드라이 비어) 열풍을 불러일으켰고, 이로 인해 회사가 급속히 경영상의 성장을 이뤘으며, 당시 제2위의 맥주 회사였던 삿포로 맥주를 제치고 제2위 자리를 탈환할 수 있었다.

## 역사
1889년 창업하였다. 1949년 대일본 맥주 주식회사에서 분할되어 설립하였다. 대일본 맥주의 분할은 주요 브랜드인 아사히 맥주(서일본에서 판매)와 삿포로 맥주(동일본에서 판매)를 분할하는 형태를 취했지만, 이 분할을 추진한 대일본 맥주의 야마모토 타메사부로 전무가 아사히 맥주의 초대 사장으로 취임했기 때문에, 여러 가지 억측을 불러 일으켰다.
2011년 일본열도를 덮친 지진과 쓰나미로 후쿠시마 제1 원자력 발전소가 폭발한 직후인 10월 2일부터 발전소 서쪽 60km 지점에 위치하는 아사히 맥주 공장에서 제품 생산을 재개하였다.
2017년 중국의 맥주 제조 기업인 칭따오 맥주의 지분 19,9%를 매입했다.
2019년 영국 기업 풀러의 맥주 사업을 2억 5천만 파운드에 인수했다. 인수한 자산에는 풀러의 맥주, 음료 생산 및 와인 도매, 유통망 등이 포함됐다.

## 상품

### 주요 상품
- 아사히 슈퍼 드라이(일본어: アサヒスーパードライ)
- 아사히 슈퍼 드라이 생맥주캔(일본어: アサヒスーパードライ生ジョッキ缶)
- 아사히 수퍼드라이 드라이블랙(일본어: アサヒスーパードライ ドライブラック)
- 아사히 프리미엄 죽센(일본어: アサヒ プレミアム熟撰)
- 아사히 더 마스터 필스너(일본어: アサヒ ザ・マスター)
- 아사히 쿠로나마(일본어: アサヒ黒生)
- 아사히 프라임 타임(일본어: アサヒプライムタイム)

### 단종 상품
- 아사히 맥주(비열처리 맥주)
- 아사히 생맥주

발매 당시에는 아사히본생(일본어: アサヒ本生 ---혼나마[*])이라는 이름이었다.